# Anahita lycosina
Anahita lycosina là một loài nhện trong họ Ctenidae.
Loài này thuộc chi Anahita. Anahita lycosina được Eugène Simon miêu tả năm 1897.